# وزارت امر بالمعروف، نهی عن المنکر و سمع شکایات
وزارت امربالمعروف، نهی عن المنکر و سمع شکایات (پشتو: د فضیلت تبلیغاتو او د معاونیت مخنیوی وزارت) وزارتخانه‌ای در افغانستان که مسؤول اجرا کردن احکام اسلامی طبق نظر امارت اسلامی افغانستان است. نخستین تأسیس آن به سال ۱۹۹۶ بازمی‌گردد در سال ۲۰۲۱ توسط طالبان به شکل قبلی دوباره بنیانگذاری شد.

## ماموریت و دیدگاه این وزرات[۲]
ساحه کاری و فعالیت های عمده وزارت امربالمعروف، نهی عن المنکر و سمع شکایات
1- اقامه معروفات    2- ازاله منکرات      3- سمع شکایات مردم
1. اقامه معروفات: اقامه نماز، برابر نمودن صورت و سیرت مسلمانان مطابق شریعت اسلامی، ترغیب زنان به حجاب شرعی، خلاصه؛ دعوت نمودن مردم برای رعایت نمودن پنج بنای اسلام ترغیب مردم رعایت همه احکام.
2. ازاله منکرات: منع نمودن مردم به طریقه حسنه از چیز های که از طرف شریعت اسلام حرام گفته شده، مانند؛ شراب نوشیدن، زنا کردن، دزدی بی حجابی و غیره.
3. سمع شکایات مردم: مردم عام در هر عرصه که از مسئولین امارت اسلامی شاکی هستند، به بخش های مشخص این زوارت مراجعه می نمایند. شکایات آنها شنیده میشود وبرای حل به مراجع مروبط فرستاده و از حل آن اطمینان حاصل می گردد.
4. اصلاحات درجامعه: برای تطبیق اهداف عمده وزارت تدویر جلسات به علمإ گرام، خطبا مساجد، استادان دانشگاه، متفذین قومی وکیل های گذر، تاجران، مالکان هوتل ها و پارک ها و بنیادهای با نفوذ جامعه افغانی تا اهداف متذکره به طور خوب به دست آورده شود.
5. آگاهی جامعه: نشرات و تبلیغات از منبرها، رسانه های متنی، صوتی، تصویری و چاپی برای آگاه نمودن ملت از احکام دینی.
6. ارتقای ظرفیت کارمندان و محتسبین وزارت: یکی از اهداف عمده وزارت این است که برای ارتقای ظرفیت کارکنان و محتسبین این وزارت سیمینار ها و جلسات را ترتیب می نمایند.
7. نظارت و تطبیق از تمام فرامین عالیقدر امیرالمومنین حفظه الله.

## این وزرات داری چندین ریاست می‌باشد که به ترتیب نام و شرح وظایف قرار ذیل است[۳]
ریاست اصلاح و تربیت محتسبین
- نیازسنجی و تثبیت نیازمندی‌های آموزشی و تربیوی محتسبین و آمرین مربوطه در مرکز و ولایات، جهت پلان‌گذری برنامه‌های اصلاح و تربیت؛
- برنامه‌ریزی دقیق و مطابق به نیاز برای محتسبین و آمرین مربوطه، بادرنظرداشت پالیسی‌های مطروحه؛
- تهیه برنامه‌ها، لکچرها، منول‌ها، درس‌نامه‌ها، پرزنتیشن‌ها و مواد معلوماتی، به‌منظور انکشاف سطح آگاهی و انکشاف مهارت‌های محتسبین؛
- برگزاری و تطبیق سالم و به‌موقع برنامه‌ها، ورکشاپ‌ها و سیمینارهای آموزشی و تربیوی برای آمرین و محتسبین در مرکز و ولایات، براساس نیازمندی‌ها و در مطابقت به پالیسی‌ها، لوایح و رهنمودهای مربوط، به‌منظور بلندبردن ظرفیت و انکشاف مهارت‌های آنها، بادرنظرداشت پلان مطروحه؛
- جمع‌آوری اسناد ملی و بین‌المللی درباره وظایف و روش‌های امر بالمعروف و نهی از منکر، به‌منظور استفاده از آن در برنامه‌های آموزشی اصلاح و تربیت؛
- جمع‌آوری، توحید و تحلیل نظریات از برگزاری برنامه‌های آموزشی و تربیوی، به‌منظور شامل‌سازی آن در آموزش‌ها و انکشاف برنامه‌ها؛
- ارزیابی و حصول اطمینان از این‌که درس‌های آموخته‌شده قبلی با مواد آموزشی برنامه‌های موردنظر به‌گونه‌ی لازم ترکیب گردیده و در برنامه‌ها درنظر گرفته شده است.
- آماده‌سازی استادان و شیوخ ریاست، جهت تطبیق برنامه‌های اصلاح و تربیت برای محتسبین و آمرین مربوطه؛
- ارایه مشوره‌های سودمند به مقام رهبری، در ارتباط به اصلاح و تربیت محتسبین؛
- طرح و ترتیب دیتابیس پلان‌گذاری و تطبیق برنامه‌های آموزشی و تربیوی محتسبین و حصول اطمینان از درج و ثبت آمار، اطلاعات مرتبط و به‌روز‌نگهداری آن، به‌منظور داشتن معلومات دقیق؛
- تشخیص و پیش‌نهاد نیازمندی‌های بودجوی برنامه‌های آموزشی، به اساس پلان‌کاری سالانه ریاست مربوطه.

وظایف و مسوولیت های ریاست دعوت و ازاله منکرات در بخش نظامی
- طرح و تطبیق برنامه های امربالمعروف و نهی از منکر در بخش ها و قطعات نظامی
- ترتیب جلسات حضوری با نظامیان غرض بیان موضوعات ضروری و نظارت از تطبیق پالیسی های امر بالمعروف در قطعات نظامی
- ترتیب جلسات جهت هماهنگی و تطبیق پالیسی ها و برنامه امر بالمعروف با مسوولین ارگان های امنیتی
- انجام سروی ها به منظور شناسایی چالشها، موانع و مشکلات در تطبیق پالیسی ها و برنامه های امر بالمعروف ودریافت راه حل ها در ارگانهای نظامی
- تطبیق برنامه های آمورشی برای محتسبین در قطعات نظامی و ایجاد هماهنگی با محتسبین جهت تحقق و تعمیل دقیق پالیسی ها، لوایح و رهنمود ها امر بالمعروف

صلاحیت و مسئولیت های وظیفوی:
- مدیریت و نظارت از تطبیق رهنمود ها و شاخص های از قبل تعین شده به منظور گزارشدهی شفاف و بهتر، غرض تصمیم گیری مقامات ذیصلاح؛
- ایجاد و انکشاف چارچوب های نظارت و ارزیابی بادرنظرداشت نیازمندی ها و طرح و ترتیب معیارهای نظارت و ارزیابی در هماهنگی و همکاری ریاست پلان و پالیسی و سایر بخش های مربوطه، جهت پیشبرد امور نظارت و ارزیابی؛
- نظارت از جریان تطبیق برنامه ها، پالیسی ها و طرزالعمل ها و فعالیت های ادارات مرکزی و محلی در ولایات، جهت اصلاحات در امور کاری و اجراات اداری مربوطه؛
- مدیریت و رهبری از پروسهی نظارت و ارزیابی از تطبیق پلان ها، پروژه های انکشافی و پالیسی های مرتبط از بخش های مختلف وزارت و ادارات، براساس معیارها و شاخص های تعین شده وزارت، در هماهنگی با ادارات مربوطه، جهت ایجاد شفافیت؛
- حصول اطمینان کنترول و نظارت از تطبیق شاخص های پروژه های انکشافی، مطابق مشخصات تخنیکی پروژهوی و بر اساس قوانین، مقررات و پالیسی های اداره، به منظور حفظ کیفیت و کمیت کار پروژه؛
- طرح و انکشاف پرسشنامه های سروی و رهنمودها و حصول اطمینان از انجام سروی ها و جمع آوری معلومات نظارتی، تصحیح ارقام و تعقیب منظم از تطبیق چک لیست های نظارتی از مرکزی و ولایات، وزارت ها و ادارات؛
- مقایسه نتایج بدست آمده نظارت و ارزیابی از چگونگی تطبیق برنامه های وزارت با اهداف و پالیسی ها و اتخاذ اقدامات موثر، جهت نیل به اهداف؛
- حصول اطمینان از جمع آوری، تنظیم، ترتیب، تحلیل و توحید گزارشات ماهوار، ربعوار و سالانه مرکزی و ولایتی وزارت ها؛
- مطالعه، تحلیل و ارزیابی همه جانبه گزارشات واصله هئیات موظف از بخش های ارزیابی شده، مطابق با پلان کاری آن ها، جهت رفع نواقص و اصلاحات آن؛

اهداف و وظایف ریاست دعوت و ارشاد
اهداف این ریاست عبارت است:  آگاهی دهی کارمندان دولتي از احکام اسلامي و ابلاغ فرامین به آنها
ریاست دعوت و ارشاد اهداف کوتاه مدت و دراز مدت دارد، در کوتاه مدت پلان دارد تا اذهان کارمندان رسمي دولت درباره سیرت و صورت اسلامي تنویرنموده و در دراز مدت در نظر دارد این آگاهی و فرامین را به هر فرد کشور برساند.
ریاست ارشاد و دعوت امیدوار است تا برای آینده هر خلای که در سیستم دولتي باشد پر نماید، صورت و سیرت مردم مطابق شریعت اسلامی شود و همه ی کارمندان دولتي از احکام الهی باخبر باشند تا که خوشبختی دنیا و اخرت نصیب شان گردد.
ساختار تشکیلاتي
ریاست دعوت و ارشاد
مدیریت اجراییه
امام
مدرس
مؤذن
کمپیوتر کار
خانه سامان
درایور
وظایف و اهداف ریاست نظارت و ارزیابی
هدف از ایجاد ریاست نظارت و ارزیابی عبارت است از؛ مدریت، نظارت و ارزیابی از تطبیق پلان های مرکز ی و ولایتی، پروژه های انکشافی وزارت بر اساس استراتیژی و اهداف از قبل تعیین شده وزارت امر بالمعروف نهی عن المنکر و سمع شکایتات  می باشد.
اهداف دراز مدت؛ حصول اطمینان از نتایج متوقعه از موثریت  و مثمریت از تطبیق پلان ها و پروژه ها در صورت نیاز ایجاد طرح های موثر جهت بهتر شدن و رسیدن به اهداف عمومی وزارت.
اهداف کوتاه مدت؛ نظارت و ارزبایی از چگونگی تطبیق پلان ها پروژه های وزارت.
تعداد عمومی تشکیل ریاست نظارت و ارزیابی به 13 تن میرسد، که متشکل از ریئس، آمر نظارت و ارزیابی، کاشناس ها مرکزی ولایتی، مدیر توحید گزارشات، مدیر تیتابیس، درایور و مستخدم ها.
نتایج متوقه ریاست نظارت و ارزیابی از امور محوله موثریت و مثمریت از تطبیق پلان ها، برنامه ها پروژه های انکشافی وزارت می باشد.
اهداف و وظایف ریاست دعوت و ازاله منکرات در بخش نظامی
هدف از ایجاد ریاست دعوت و ازاله منکرات در چوکات وزارت امربالمعرف و نهی عن المنکروسمع شکایات، دعوت به معروف و از بین بردن منکرات در صفوف نیروهای امنیتی به منظور آوردن اصلاحات می باشد.
این ریاست دارای اهداف دراز مدت و کوتاه مدت میباشد؛ اهداف دراز مدت داشتن صفوف نیروهای امنیتی مطابق با شریعت اسلامی و عاری از هر نوع منکرات بوده و هداف کوتاه مدت این ریاست رسانیدن احکام شرعی و دستاتیر وزارت امر بالمعروف و نهی عن المنکر و سمع شکایات برای تمامی نیروهای امنیتی است.
به تعداد 30 تن پرسونل در تشکیل این ریاست ایفای وظیفه مینماید، که عبارت اند از؛ رئیس، آمرین، استادان مبلغ، مدیران و پرسونل خداماتی.
نتایج متوقعه از اجرای اهداف این ریاست قرار ذیل میباشد؛
1. داشتن صفوف نیروهای امنیتی که با احکام الهی پابند باشند
2. صورت و سیرت تمامی نیروهای امنیتی مطابق شریعت اسلام برابر باشد.
3. نیروهای امنیتی درانجام وظایف خود صادق، اخلاصمند و وفادار به وطن باشند.

## دیوگرام تشکیلاتی

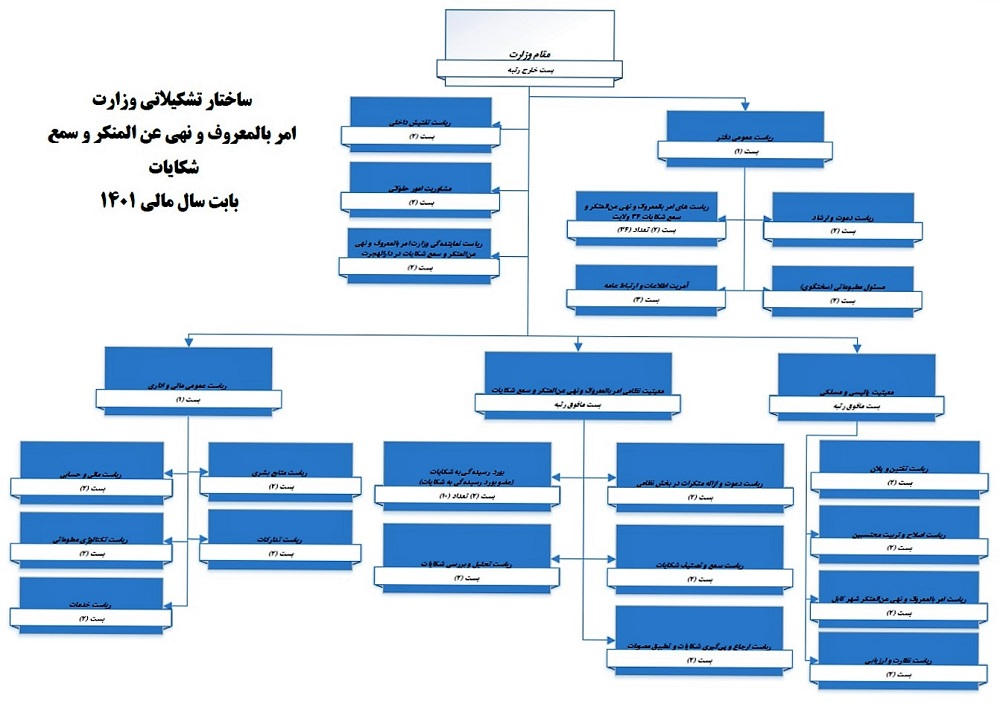